# 9964 Hideyonoguchi

9964 Hideyonoguchi

9964 Hideyonoguchi eller 1992 CF1 är en asteroid i huvudbältet som upptäcktes den 13 februari 1992 av den japanska astronomen Tsutomu Seki vid Geisei-observatoriet. Den är uppkallad efter Hideo Noguchi.